# Pablo Andújar Alba
Pablo Andújar Alba (Cuenca, 23 de gener de 1986) és un tenista professional espanyol. Va començar a jugar al tennis quan tenia sis anys, aconseguint fins avui adjudicar-se quatre títols ATP. La seva millor posició al rànking va ser el núm. 32 el juliol de 2015. Entrena a València, al Club de Tennis El Collao.

## Finals del circuit ATP

### Individual: 8 (4 títols, 4 finalista)
| Llelgenda                         |
| --------------------------------- |
| Grand Slam (0–0)                  |
| ATP World Tour Finals (0–0)       |
| ATP World Tour Masters 1000 (0–0) |
| ATP World Tour 500 Series (0–1)   |
| ATP World Tour 250 Series (4–3)   |

| Títols per superfície |
| --------------------- |
| Dura (0–0)            |
| Terra (4–4)           |
| Herba (0–0)           |

| Títols per emplaçament |
| ---------------------- |
| Exterior (4–4)         |
| Interior (0–0)         |

| Resultat | W–L | Data     | Torneig                            | Tipus      | Superfície | Rival                | Puntuació     |
| -------- | --- | -------- | ---------------------------------- | ---------- | ---------- | -------------------- | ------------- |
| Derrota  | 0–1 | Set 2010 | BRD Năstase Ţiriac Trophy, Romania | 250 Series | Terra      | Juan Ignacio Chela   | 5–7, 1–6      |
| Victòria | 1–1 | Abr 2011 | Grand Prix Hassan II, Marroc       | 250 Series | Terra      | Potito Starace       | 6–1, 6–2      |
| Derrota  | 1–2 | Jul 2011 | Stuttgart Open, Alemanya           | 250 Series | Terra      | Juan Carlos Ferrero  | 4–6, 0–6      |
| Derrota  | 1–3 | Set 2011 | Romanian Open, Romania             | 250 Series | Terra      | Florian Mayer        | 3–6, 1–6      |
| Victòria | 2–3 | Abr 2012 | Grand Prix Hassan II, Marroc(2)    | 250 Series | Terra      | Albert Ramos Viñolas | 6–1, 7–6(7–5) |
| Victòria | 3–3 | Jul 2014 | Suisse Open Gstaad, Suïssa         | 250 Series | Terra      | Juan Mónaco          | 6–3, 7–5      |
| Derrota  | 3–4 | Abr 2015 | Barcelona Open, Catalunya          | 500 Series | Terra      | Kei Nishikori        | 4–6, 4–6      |
| Victòria | 4–4 | Abr 2018 | Grand Prix Hassan II, Marroc(3)    | 250 Series | Terra      | Kyle Edmund          | 6–2, 6–2      |